# Несташица воде
Несташица воде је недостатак питке воде за задовољавање људских потреба за водом. Она утиче на све континенте и као је навео Светски економски форум 2029. године представљаће један од највећих глобалних ризика током наредне деценије.
 Испољава се делимичним или потпуним незадовољењем изражене потражње, економском конкуренцијом за количину или квалитет воде, споровима између корисника, неповратним исцрпљивањем подземних вода и негативним утицајима на околину.  Једна трећина светске популације живи у условима оскудне воде најмање месец дана годишње.    Пола милијарде људи у свету се суочава са озбиљним недостатком воде током целе године. Половина највећих светских градова доживљава недостатак воде. 
Само 0,014% воде на Земљи је питке и лако доступне. Од преостале воде, 97% чини морска вода и нешто мање од 3% је тешко приступачна. Технички, постоји довољна количина слатке воде на глобалном нивоу да задовољи потребе човечанства. Међутим, због неједнаке расподеле додатно погоршане климатским променама је довело до тога да у неким веома влажним и неким врло сухим географским локацијама, као и наглим порастом глобалне потражње слатке воде у посљедњих неколико деценија које покреће индустрија, човјечанство се суочава с кризом воде. Очекује се да ће потражња премашити понуду за 40% до 2030. године, ако се наставе тренутни трендови. 
Суштина светске несташице воде је географска и временска неусклађеност између потражње и доступности слатке воде .  Повећана светска популација, побољшање животног стандарда, промена потрошње и ширење наводњаване пољопривреде површине главни су покретачи растуће глобалне потражње за водом.  Климатске промене, као што су измењени временски услови (укључујући суше или поплаве), крчење шума, повећано загађивање, ефекат стаклене баште и расипање воде могу проузроковати недовољно снабдевање водом. На глобалном нивоу и на годишњем нивоу, довољно слатке воде је доступно да би се задовољила потражња, међутим просторне и временске разлике потражње и расположивости воде су велике, што доводи до физичке несташице воде у неколико делова света у одређеним деловима године.  Сви узроци несташице воде повезани су са људским ометањем хидролошког циклуса. Несташица воде није стална већ варира као резултат саме природне хидролошке варијабилности, али се још више мења од зависности од превладавајуће економске политике, али и приступа планирању и управљању. Очекује се да ће се несташица интензивирати са већим обимом економског развоја, али ако се исправно идентификована, многи њени узроци могу се предвидети, избјећи или ублажити.
Одређене државе су већ доказале да је одвајање потрошње воде од економског раста могуће. На пример, у Аустралији је потрошња воде опала за 40% између 2001. и 2009. године, док је економија порасла за више од 30%. Најефикаснији начин одвајања коришћења воде од економског раста, према научном панелу, је да владе креирају холистичке планове управљања водама које узимају у обзир цијели циклус воде: од извора до дистрибуције, економске употребе, третмана, рециклирања, поновно кориштење и повратак у околину. 

## Набавка и потражња
Укупна количина лако доступне слатке воде на Земљи, у облику површинских вода (река и језера) или подземних вода (у изданима, на пример), износи 14.000 km³. Од тог укупног износа, "само" 5.000 km³ је под људском употребом. Према томе, теоретски, на располагању је више него довољно слатке воде како би се задовољиле потребе светске популације од преко 7 милијарди људи, па чак и подржали раст становништва на 9 милијарди или више. Међутим, због неједнаке географске распрострањености и посебно неједнаке потрошње воде, она је у неким деловима света и за неке делове становништва оскудан ресурс.
Несташица као резултат потрошње узрокован је пре свега екстензивном употребом воде у пољопривреди, сточарству и индустрији. Људи у развијеним земљама обично користе око 10 пута више воде дневно него они из земаља у развоју. Велики део тога је индиректна употреба за пољопривредне и индустријске потребе производње робе широке потрошње, као што су воће, уљарице и памук. Будући да је добар део такве производње глобализован, у земљама у развоју се користи и загађује много воде како би се произвела роба која није намењена домаћем тргу.

## Људско право на воду
Комитет Уједињених нација за економска, социјална и културна права успоставио је пет основа за безбедност воде. Према комитету људско право на воду даје свакоме право на довољну, сигурну, прихватљиву, физички и финансијски приступачну воду за личну и кућну употребу.

## Ефекти на животну средину
Недостатак воде има многе негативне утицаје на животну средину, укључујући језера, реке, мочваре и друге изворе питке воде. Прекомерна потрошња воде која се односи на несташицу воде, често се налази на подручјима где се иста користи за наводњавање у пољопривреди, штети околини на неколико начина, укључујући повећање салинитета, загађење нутријентима и губитак поплавних подручја и мочвара.  
У последњем веку, више од половине мочвара је уништено и нестало. Ова мочварна станишта су важна не само као станишта бројних животиња, већ подржавају узгој пиринча и других усева, као и филтрирање воде и заштиту од олује и поплава. Слатководна језера, као што је Аралско море, које је данас скоро нестало, такође су била мета исушивања. Некада четврто по величини слатководно језеро, изгубило је више од 58.000 km² површине и знатно је повећало концентрацију соли током периода од три деценије.

## Исцрпљење слаководних ресурса
Осим устаљених површинских извора слатке воде као што су реке и језера, друга налазишта слатке воде као што су подземне воде и глечери постали су атрактивнији извори слатке воде. Подземна вода је вода која се сакупила испод површине земље и може осигурати корисну количину воде кроз изворе или бунаре. Ове области у којима се прикупљају подземне воде су познате и као водоносници. Глечери обезбеђују слатку воду у облику истопљене воде или слатке воде растопљене од снега или леда. Коришћење ових извора је у порасту док се употреба конвенционалних извора смањује због фактора као што су загађење и нестајање због климатских промена. Додатно раст људске популације је значајан фактор који доприноси повећању употребе ових врста водних ресурса.

### Подземна вода
До скора подземне воде нису биле високо искоришћен ресурс. Од шездесетих година прошлог века је експлоатација подземних вода драстично порасла. Промене у знању, технологији и финансирању омогућиле су контакт до пре неприступачних подземних вода. Ове промене омогућиле су напредак у друштву, као што је "револуција у пољопривредним подземним водама", чиме се шири сектор наводњавања, што омогућава повећање производње и развоја хране у руралним подручјима. Подземне воде снабдевају скоро половину воде под људском употребом. Велике количине воде која се складишти у подземљу у већини аквифера има значајан капацитет пуфера који омогућава да се вода повуче током периода суше или мало падавина. Ово је кључно за људе који живе у регионима који не могу да зависе искључиво од падавина или површинских вода за снабдевање. Од 2010. године, глобално црпљење подземних вода у свету процењује се на око 1000 km³ годишње, док се 67% те количине користи за наводњавање, 22% за домаће потребе и 11% за индустријске сврхе. Десет највећих потрошача захваћене воде (Индија, Кина, Сједињене Америчке Државе, Пакистан, Иран, Бангладеш, Мексико, Саудијска Арабија, Индонезија и Италија) чине 72% укупне потрошње воде у свету. Подземне воде су постале пресудне за живот и сигурност хране од 1,2 до 1,5 милијарди сеоских домаћинстава у сиромашнијим регијама Африке и Азије.
Иако су извори подземних вода поприлично распрострањени, једна од главних разлога забринутости је стопа обнављања или стопа поновног пуњења неких извора подземних вода. Коришћење подземних извора који нису обновљиви може довести до исцрпљености ако се не надзире и не управља на одговарајући начин.  Смањење природних одлива, смањење залиха, смањење нивоа воде и деградација воде обично се посматрају у системима подземних вода.  Исцрпљивање подземних вода може довести до многих негативних ефеката као што су повећани трошкови пумпања подземних вода, вештачки изазване салинитете и друге промене у квалитети воде, слегање земљишта и деградирани извори. Загађење са стране људске стране . 
Да би комерцијална експлоатација воде започела у подручјима где постоје обилне количине воде, фабрике воде морају да извлаче подземне воде из извора брзином која је већа од стопе обновљивости, што доводи до сталног пада нивоа подземних вода. Подземне воде се извлаче, пуне, а затим пласирају на локално али и глобално тржиште. Када се подземна вода исцрпи изнад критичне границе, компаније за флаширање се управо крећу из тог подручја остављајући озбиљан недостатак воде. Исцрпљивање подземних вода утиче на сва подручја која користе ту воду: пољопривреднике, животиње, екосистеме, туризам и редовне људе који добијају воду из локалних бунара. Постројења за флаширање воде стварају несташицу воде и утичу на еколошку равнотежу. Оне доводе до подручја погођених водом која доносе суше. 

### Глечери
Глечери се сматрају виталним извором воде због њиховог доприноса протоку воде. Растуће глобалне температуре имају приметан учинак на брзину њиховог топљења, узрокујући опадање глечера по целом свету.  Иако отопљене воде из ових глечера повећавају укупну количину воде за сада, нестанак глечера на дужи рок ће смањити расположиве водне ресурсе. Повећана количина воде услед пораста глобалних температура такође може имати негативне ефекте као што су поплаве језера и брана и катастрофални резултати. 

## Мерење
Хидролози данас типично процењују несташицу воде проматрајући баланс између становништва и доступности вода. Ово се постиже мерењем доступне воде према регији на годишњем нивоу. Популаран приступ мерењу несташице воде је рангирање земаља према количини годишњих водних ресурса по особи.  На нивоима између 1.700 и 1.000 m³ по особи годишње, могу се очекивати периодични или ограничени недостаци воде. Када снабдијевање водом падне испод 1.000 m³ по особи годишње, земља се суочава са "несташицом воде".  ФАО Уједињених нација наводи да ће до 2025. године 1,9 милијарди људи живети у земљама или регијама са апсолутним недостатком воде, а две трећине светске популације може бити под стресним условима.  Свјетска банка додаје да би климатске промене могле у великој мјери променити будуће обрасце расположивости и кориштења воде, чиме би се повећао ниво стреса и несигурности воде, како на глобалној нивоу тако и у секторима који овисе о води. 
Други начини мерења несташице воде укључују испитивање физичког постојања воде у природи, успоређујући држава с нижим или већим количинама воде које су доступне за употребу. Ова метода често не успева обухватити доступност водног ресурса становништву које би могло бити потребно. 

### Обновљиви извори слатке воде
Снабдевање обновљивом слатком водом је начин мерења која се често користи у вези са проценом несташице воде. Метод је информативан јер може описати укупни расположиви водни ресурс који свака држава поседује. Познавајући укупни расположиви извор воде, може се добити идеја о томе да ли је нека земља склона доживљавању физичког недостатка воде. Овај начин такође не описује доступност воде појединцима, домаћинствима, индустријама и осталим корисницима. Такође метода се може показати као непрецизна када се мере велике државе као што су Канада и Бразил. Обе државе имају веома висок ниво доступног водоснабдијевања, али и даље имају различите проблеме везане за воду. 
| Ранг | Држава                 | Годишња количина обновљиве воде resources (km³/year) | Регија                      | Година процене |  |
| ---- | ---------------------- | ---------------------------------------------------- | --------------------------- | -------------- |  |
| 1    | Кувајт                 | 0.02                                                 | Азија                       | 2008           |  |
| 2    | Сент Китс и Невис      | 0.02                                                 | Северна и централна Америка | 2000           |  |
| 3    | Малдиви                | 0.03                                                 | Азија                       | 1999           |  |
| 4    | Малта                  | 0.07                                                 | Европа                      | 2005           |  |
| 5    | Антигва и Барбуда      | 0.1                                                  | Северна и централна Америка | 2000           |  |
| 6    | Катар                  | 0.1                                                  | Азија                       | 2008           |  |
| 7    | Барбадос               | 0.1                                                  | Северна и Централна Америка | 2003           |  |
| 8    | Бахреин                | 0.1                                                  | Азија                       | 2008           |  |
| 9    | УАЕ                    | 0.2                                                  | Азија                       | 2008           |  |
| 10   | Зеленортска Острва     | 0.3                                                  | Африка                      | 2005           |  |
| 11   | Џибути                 | 0.3                                                  | Африка                      | 2005           |  |
| 12   | Кипар                  | 0.3                                                  | Европа                      | 2007           |  |
| 13   | Либија                 | 0.6                                                  | Африка                      | 2005           |  |
| 14   | Сингапур               | 0.6                                                  | Азија                       | 1975           |  |
| 15   | Јордан                 | 0.9                                                  | Азија                       | 2008           |  |
| 16   | Комори                 | 1.2                                                  | Африка                      | 2005           |  |
| 17   | Оман                   | 1.4                                                  | Азија                       | 2008           |  |
| 18   | Луксембург             | 1.6                                                  | Европа                      | 2007           |  |
| 19   | Израел                 | 1.8                                                  | Азија                       | 2008           |  |
| 20   | Јемен                  | 2.1                                                  | Азија                       | 2008           |  |
| 21   | Саудијска Арабија      | 2.4                                                  | Азија                       | 2008           |  |
| 22   | Маурицијус             | 2.8                                                  | Африка                      | 2005           |  |
| 23   | Бурунди                | 3.6                                                  | Африка                      | 1987           |  |
| 24   | Тринидад и Тобаго      | 3.8                                                  | Северна и централна Америка | 2000           |  |
| 25   | Есватини               | 4.5                                                  | Африка                      | 1987           |  |
| 26   | Лебанон                | 4.5                                                  | Азија                       | 2008           |  |
| 27   | Тунис                  | 4.6                                                  | Африка                      | 2005           |  |
| 28   | Реинион                | 5.0                                                  | Африка                      | 1988           |  |
| 29   | Лесото                 | 5.2                                                  | Африка                      | 1987           |  |
| 30   | Еритреја               | 6.3                                                  | Африка                      | 2001           |  |
| 31   | Северна Македонија     | 6.4                                                  | Европа                      | 2001           |  |
| 32   | Јерменија              | 7.8                                                  | Бивши СССР                  | 2008           |  |
| 33   | Гамбија                | 8.0                                                  | Африка                      | 2005           |  |
| 34   | Брунеј                 | 8.5                                                  | Азија                       | 1999           |  |
| 35   | Јамајка                | 9.4                                                  | Северна и централна Америка | 2000           |  |
| 36   | Руанда                 | 9.5                                                  | Африка                      | 2005           |  |
| 37   | Мауританија            | 11.4                                                 | Африка                      | 2005           |  |
| 38   | Алжир                  | 11.6                                                 | Африка                      | 2005           |  |
| 39   | Молдавија              | 11.7                                                 | Бивши СССР                  | 1997           |  |
| 40   | Естонија               | 12.3                                                 | Бивши СССР                  | 2007           |  |
| 41   | Естонија               | 12.8                                                 | Бивши СССР                  | 1997           |  |
| 42   | Хајити                 | 14.0                                                 | Северна и централна Америка | 2000           |  |
| 43   | Сомалија               | 14.2                                                 | Африка                      | 2005           |  |
| 44   | Боцвана                | 14.7                                                 | Африка                      | 2001           |  |
| 45   | Того                   | 14.7                                                 | Африка                      | 2001           |  |
| 46   | Чешка                  | 16.0                                                 | Европа                      | 2007           |  |
| 47   | Данска                 | 16.3                                                 | Европа                      | 2007           |  |
| 48   | Сирија                 | 16.8                                                 | Азија                       | 2008           |  |
| 49   | Малави                 | 17.3                                                 | Африка                      | 2001           |  |
| 50   | Буркина Фасо           | 17.5                                                 | Африка                      | 2001           |  |
| 51   | Намибија               | 17.7                                                 | Африка                      | 2005           |  |
| 52   | Белизе                 | 18.6                                                 | Северна и централна Америка | 2000           |  |
| 53   | Зимбабве               | 20.0                                                 | Африка                      | 1987           |  |
| 54   | Белгија                | 20.0                                                 | Европа                      | 2007           |  |
| 55   | Доминиканска република | 21.0                                                 | Северна и централна Америка | 2000           |  |
| 56   | Литванија              | 24.5                                                 | Бивши СССР                  | 2007           |  |
| 57   | Салвадор               | 25.2                                                 | Северна и централна Америка | 2001           |  |
| 58   | Румунија               | 25.7                                                 | Европа                      | 2007           |  |
| 59   | Бенин                  | 25.8                                                 | Африка                      | 2001           |  |
| 60   | Екваторијална Гвинеја  | 26                                                   | Африка                      | 2001           |  |
| 61   | Фиџи                   | 28.6                                                 | Океанија                    | 1987           |  |
| 62   | Мароко                 | 29.0                                                 | Африка                      | 2005           |  |
| 63   | Кенија                 | 30.7                                                 | Африка                      | 2005           |  |
| 64   | Гвинеја Бисао          | 31.0                                                 | Африка                      | 2005           |  |
| 65   | Словенија              | 32.1                                                 | Европа                      | 2007           |  |
| 66   | Нигер                  | 33.7                                                 | Африка                      | 2005           |  |
| 67   | Азербејџан             | 34.7                                                 | Бивши СССР                  | 2008           |  |
| 68   | Монголија              | 34.8                                                 | Азија                       | 1999           |  |
| 69   | Босна и Херцеговина    | 37.5                                                 | Европа                      | 2003           |  |
| 70   | Куба                   | 38.1                                                 | Северна и централна Америка | 2000           |  |
| 71   | Сенегал                | 39.4                                                 | Африка                      | 1987           |  |
| 72   | Албанија               | 41.7                                                 | Европа                      | 2001           |  |
| 73   | Чад                    | 43.0                                                 | Африка                      | 1987           |  |
| 74   | Соломонова Острва      | 44.7                                                 | Океанија                    | 1987           |  |
| 75   | Киргистан              | 46.5                                                 | Бивши СССР                  | 1997           |  |
| 76   | Ирска                  | 46.8                                                 | Европа                      | 2003           |  |
| 77   | ЈАР                    | 50.0                                                 | Африка                      | 2005           |  |
| 78   | Шри Ланка              | 50.0                                                 | Азија                       | 1999           |  |
| 79   | Словачка               | 50.1                                                 | Европа                      | 2007           |  |
| 80   | Гана                   | 53.2                                                 | Африка                      | 2001           |  |
| 81   | Швајцарска             | 53.5                                                 | Европа                      | 2007           |  |
| 82   | Белорусија             | 58.0                                                 | Бивши СССР                  | 1997           |  |
| 83   | Египат                 | 58.3                                                 | Африка                      | 2005           |  |
| 84   | Туркменистан           | 60.9                                                 | Бивши СССР                  | 1997           |  |
| 85   | Пољска                 | 63.1                                                 | Европа                      | 2007           |  |
| 86   | Грузија                | 63.3                                                 | Бивши СССР                  | 2008           |  |
| 87   | Судан                  | 64.5                                                 | Африка                      | 2005           |  |
| 88   | Авганистан             | 65.0                                                 | Азија                       | 1997           |  |
| 89   | Уганда                 | 66.0                                                 | Африка                      | 2005           |  |
| 90   | Тајван                 | 67.0                                                 | Азија                       | 2000           |  |
| 91   | Јужна Кореја           | 69.7                                                 | Азија                       | 1999           |  |
| 92   | Грчка                  | 72.0                                                 | Европа                      | 2007           |  |
| 93   | Узбекистан             | 72.2                                                 | Бивши СССР                  | 2003           |  |
| 94   | Португал               | 73.6                                                 | Европа                      | 2007           |  |
| 95   | Ирак                   | 75.6                                                 | Азија                       | 2008           |  |
| 96   | Северна Кореја         | 77.1                                                 | Азија                       | 1999           |  |
| 97   | Обала Слоноваче        | 81                                                   | Африка                      | 2001           |  |
| 98   | Аустрија               | 84.0                                                 | Европа                      | 2007           |  |
| 99   | Холандија              | 89.7                                                 | Европа                      | 2007           |  |
| 100  | Танзанија              | 91                                                   | Африка                      | 2001           |  |
| 101  | Бутан                  | 95.0                                                 | Азија                       | 1987           |  |
| 102  | Хондурас               | 95.9                                                 | Северна и централна Америка | 2000           |  |
| 103  | Таџикистан             | 99.7                                                 | Бивши СССР                  | 1997           |  |
| 104  | Мали                   | 100.0                                                | Африка                      | 2005           |  |
| 105  | Замбија                | 105.2                                                | Африка                      | 2001           |  |
| 106  | Хрватска               | 105.5                                                | Европа                      | 1998           |  |
| 107  | Бугарска               | 107.2                                                | Европа                      | 2010           |  |
| 108  | Казахстан              | 109.6                                                | Бивши СССР                  | 1997           |  |
| 109  | Етиопија               | 110.0                                                | Африка                      | 1987           |  |
| 110  | Финска                 | 110.0                                                | Европа                      | 2007           |  |
| 111  | Шпанија                | 111.1                                                | Европа                      | 2007           |  |
| 112  | Гватамала              | 111.3                                                | Северна и централна Америка | 2000           |  |
| 113  | Коста Рика             | 112.4                                                | Северна и централна Америка | 2000           |  |
| 114  | Мађарска               | 116.4                                                | Европа                      | 2007           |  |
| 115  | Суринам                | 122.0                                                | Јужна Америка               | 2003           |  |
| 116  | Иран                   | 137.5                                                | Азија                       | 2008           |  |
| 117  | Уругвај                | 139.0                                                | Јужна Америка               | 2000           |  |
| 118  | Украјина               | 139.5                                                | Бивши СССР                  | 1997           |  |
| 119  | ЦАР                    | 144.4                                                | Африка                      | 2005           |  |
| 120  | Панама                 | 148.0                                                | Северна и централна Африка  | 2000           |  |
| 121  | Сиера Леоне            | 160.0                                                | Африка                      | 1987           |  |
| 122  | Габон                  | 164.0                                                | Африка                      | 1987           |  |
| 123  | Исланд                 | 170.0                                                | Европа                      | 2007           |  |
| 124  | Италија                | 175.0                                                | Европа                      | 2007           |  |
| 125  | Здружено Краљевство    | 175.3                                                | Европа                      | 2007           |  |
| 126  | Шведска                | 183.4                                                | Европа                      | 2007           |  |
| 127  | Ангола                 | 184.0                                                | Африка                      | 1987           |  |
| 128  | Француска              | 186.3                                                | Европа                      | 2007           |  |
| 129  | Немачка                | 188.0                                                | Европа                      | 2007           |  |
| 130  | Никарагва              | 196.7                                                | Северна и централна Америка | 2000           |  |
| 131  | Србија и Црна Гора     | 208.5                                                | Европа                      | 2003           |  |
| 132  | Непал                  | 210.2                                                | Азија                       | 1999           |  |
| 133  | Турска                 | 213.6                                                | Азија                       | 2008           |  |
| 134  | Мозамбик               | 217.1                                                | Африка                      | 2005           |  |
| 135  | Гвинеја                | 226.0                                                | Африка                      | 1987           |  |
| 136  | Либерија               | 232.0                                                | Африка                      | 1987           |  |
| 137  | Пакистан               | 233.8                                                | Азија                       | 2003           |  |
| 138  | Гајана                 | 241.0                                                | Јужна Америка               | 2000           |  |
| 139  | Камерун                | 285.5                                                | Африка                      | 2003           |  |
| 140  | Нигерија               | 286.2                                                | Африка                      | 2005           |  |
| 141  | Лаос                   | 333.6                                                | Азија                       | 2003           |  |
| 142  | Парагвај               | 336.0                                                | Јужна Америка               | 2000           |  |
| 143  | Аустралија             | 336.1                                                | Океанија                    | 2005           |  |
| 144  | Мадагаскар             | 337.0                                                | Африка                      | 2005           |  |
| 145  | Латвија                | 337.3                                                | Бивши СССР                  | 2007           |  |
| 146  | Норвешка               | 389.4                                                | Европа                      | 2007           |  |
| 147  | Нови Зеланд            | 397.0                                                | Океанија                    | 1995           |  |
| 148  | Тајланд                | 409.9                                                | Азија                       | 1999           |  |
| 149  | Јапан                  | 430.0                                                | Азија                       | 1999           |  |
| 150  | Еквадор                | 432.0                                                | Јужна Америка               | 2000           |  |
| 151  | Мексико                | 457.2                                                | Северна и централна Америка | 2000           |  |
| 152  | Камбоџа                | 476.1                                                | Азија                       | 1999           |  |
| 153  | Филипини               | 479.0                                                | Азија                       | 1999           |  |
| 154  | Малезија               | 580.0                                                | Азија                       | 1999           |  |
| 155  | Боливија               | 622.5                                                | Јужна Америка               | 2000           |  |
| 156  | Папуа Нова Гвинеја     | 801.0                                                | Океанија                    | 1987           |  |
| 157  | Аргентина              | 814.0                                                | Јужна Америка               | 2000           |  |
| 158  | Конго                  | 832.0                                                | Африка                      | 1987           |  |
| 159  | Вијетнам               | 891.2                                                | Азија                       | 1999           |  |
| 160  | Чиле                   | 922.0                                                | Јужна Америка               | 2000           |  |
| 161  | Мјанмар                | 1045.6                                               | Азија                       | 1999           |  |
| 162  | Бангладеш              | 1210.6                                               | Азија                       | 1999           |  |
| 163  | Венецуела              | 1233.2                                               | Јужна Америка               | 2000           |  |
| 164  | ДР Конго               | 1283                                                 | Африка                      | 2001           |  |
| 165  | Индија                 | 1907.8                                               | Азија                       | 1999           |  |
| 166  | Перу                   | 1913.0                                               | Јужна Америка               | 2000           |  |
| 167  | Колумбија              | 2132.0                                               | Јужна Америка               | 2000           |  |
| 168  | Кина                   | 2738.8                                               | Азија                       | 2008           |  |
| 169  | Индонезија             | 2838.0                                               | Азија                       | 1999           |  |
| 170  | САД                    | 3069.0                                               | Северна и централна Америка | 1985           |  |
| 171  | Канада                 | 3300.0                                               | Северна и централна Америка | 1985           |  |
| 172  | Русија                 | 4498.0                                               | Бивши СССР                  | 1997           |  |
| 173  | Бразил                 | 8233.0                                               | Јужна Америка               | 2000           |  |

## Перспектива
Изградња постројења за пречишћавање отпадних вода и смањено коришћење подземних вода су очигледна решења ; међутим, дубљи поглед открива више фундаменталних питања у игри. Третман отпадних вода је високо капитално интензиван, што ограничава приступ овој технологији у неким регионима; штавише, убрзано повећање броја становника у многим земљама чини ову трку тешко победивом. Као да ти фактори нису довољно обесхрабрујући, потребно је узети у обзир огромне трошкове и вештине које су укључене у одржавање постројења за третман отпадних вода. 